# Brobæk Mose
Brobæk Mose er et moseområde vest og nordvest for Gentofte Sø i Gentofte Kommune, nord for København.
Et område på 12,4 hektar  i den  nordlige del af Brobæk Mose har været fredet siden 1988.  Brobæk Mose er sammen med Gentofte Sø udpeget som habitatområde, og udgør Natura 2000-område nr. 141 Brobæk Mose og Gentofte Sø.

## Landskabet
Gentofte Sø og Brobæk Mose er en del af en smeltevandsdal dannet ved afsmeltning efter den sidste istid for 11.000 år siden. Vandstandsændringer, tørvegravning og tilplantninger har givet mosen sit nuværende udseende med mosehuller i midten kratbevoksning omkring og løvskov i den nordlige ende.
I den nordlige del af mosen løber Brobækken igennem, og selvom vandet ser okkerfarvet ud, er det meget rent. Den røde farve opstår, fordi naturlige okkerforbindelser i kildevandet bliver iltet, når det løber gennem bækken på vej ud i søen. Området skal bevares i sin nuværende tilstand som en naturskov og mose uden indgriben i udviklingen. Dog foregår der pleje, hvor tagrør høstes, og især ved rigkæret, der omgiver området “blomsterengen”, skal plejeindsatsen med fjernelse af tagrør intensiveres. Tilgroning med træer, buske og høje urter er en stor trussel mod områdets forekomster af kildevæld og rigkær. Kildeområderne er tilgroet, så de fleste ligger i skov.
Andre trusler i mosen er invasive arter, som på sigt kan blive en alvorlig trussel mod en lang række naturtyper og arter. I Brobæk Mose er der bl.a. fundet kæmpe bjørneklo, japanpileurt og sildig gyldenris.

## Kulturhistorie
Brobæk Mose har tidligere været en del af Gentofte Sø, men ligger nu som en tilgroningsmose, hvor den nordlige del er sprunget i naturskov. Udseendet i dag er et resultat af tidens vanstandsændringer, af tørvegravning og diverse tilplantninger, og at skoven i den nordlige ende har ligget urørt i 50 år.
Vandet i mosen og den nærliggende sø er så rent, at det har været brugt til drikkevand for København fra 1717 til 1959.
Mosen kom efter udskiftningen i 1776 ind under Brobæk Gård. Senere har den været ejet af  Nordisk Insulinlaboratorium, heraf det folkelige navn Insulinmosen. Nordisk Insulinlaboratorium brugte en del af mosen til rekreativt areal for sukkersygepatienter.
De solgte den i 1983, og mosen er i dag er den ejet af Gentofte Kommune.